# Kapsel (mikrobiologi)
Kapsel är ett yttre lager bestående av polysackarider som finns hos mikrobakterier i form av ett cellhölje. Dess funktion är att agera som en virulensfaktor genom att den skyddar cellen från att bli uppslukad via fagocytos. Risken för uttorkning och näringsförluster minskar även för bakterien som har kapsel. Rent kemiskt är den uppbyggd av polysackarider, proteiner eller en kombination av båda s.k. glykoproteiner. Vissa bakterier har ytmakromolekyler som gynnar vidhäftning till fasta ytor.
Kapseln finns hos både gramnegativa och grampositiva bakterier, men själva uppbyggnaden varierar oerhört beroende på vilken bakterie det är.